# Galium murale
Galium murale – вид рослин родини маренові (Rubiaceae).
Етимологія: лат. murale — «стіна», посилаючись на те, що рослина зазвичай зростає в безпосередній близькості від стін.

## Опис
Це однорічна трав'яниста рослина стебла, які стеляться або піднімаються до близько 25 см. Вид відрізняється в роді його плодами, які 1.1–1.7 мм, циліндричні й волохаті. Квітки з'являються поодинці або парами в пазухах листків, які близько міліметра завширшки, від зеленуватого до зеленувато-жовтого кольору.

## Поширення
Країни поширення: Алжир, Албанія, Хорватія, Кіпр, Єгипет, Франція, Греція, Іспанія, Італія, Лівія, Португалія, Марокко, Мальта, Туніс, Туреччина.